# Tosin Adarabioyo
Abdul-Nasir Oluwatosin "Tosin" Adarabioyo (Manchester, 24 de setembro de 1997) é um futebolista anglo-nigeriano que atua como zagueiro. Atualmente defende o Chelsea.

## Carreira
Nascido em Manchester, Adarabioyo ingressou nas categorias de base do City em 2003, aos 5 anos de idade, permanecendo por lá até 2013.
Sua estreia pela equipe principal dos Citizens foi pela Copa da Inglaterra, em fevereiro de 2016, na partida frente ao Chelsea. Priorizando o confronto pelas oitavas-de-final da Liga dos Campeões contra o Dínamo de Kiev, o técnico Manuel Pellegrini mandou a campo um time repleto de reservas e garotos da base. Sentindo a falta de entrosamento, o City não foi páreo para a equipe londrina, perdendo por 5 a 1.
Jogou ainda 7 partidas pelo City em 2017-18 (3 pela Copa da Liga Inglesa e 4 pela Liga dos Campeões da UEFA), não entrando em campo nenhuma vez pela Premier League. Sem espaço no clube, foi emprestado ao West Bromwich Albion para a disputa da Segunda Divisão inglesa em 2018-19.

## Títulos
Manchester City
- Campeonato Inglês: 2017–18
- Copa da Liga Inglesa: 2017–18

Fulham
- EFL Championship: 2021–22[8]

Chelsea
- Liga Conferência da UEFA: 2024–25[9]
- Mundial de Clubes FIFA: 2025 [10]

### Individuais
- Time do Ano da Associação de Futebolistas Profissionais: 2021–22 (EFL Championship)[11]
- Time da Temporada da EFL Championship: 2021–22[12]